# خاعم (الرجم)

تعديل مصدري - تعديل

خاعم هي إحدى قرى عزلة العزكي بمديرية الرجم التابعة لمحافظة المحويت، بلغ تعداد سكانها 213 نسمة حسب تعداد اليمن لعام 2004.